# 大花细蝇子草
大花细蝇子草（学名：Silene gracilicaulis var. rubescens）为石竹科蝇子草属下的一个变种。

## 扩展阅读
- 維基物種上的相關：大花细蝇子草